# 유두현
유두현(1981년 1월 28일 ~ 2009년 10월 23일)은 대한민국의 전직 스타크래프트 프로게이머출신 e스포츠 심판이다. 저그 유저이며, [z-zone]Khan라는 아이디를 썼다.
1999년부터 프로게이머로 활동하였으며, 2001년 군입대로 은퇴하였다. 2005년부터 2008년까지 한국e스포츠협회의 공인심판장으로 활동하였다. 2009년 국제e스포츠연맹의 대리로 자리를 옮겼다.
2009년 10월 23일 대회를 참관하기 위해 안동으로 가던 도중 원주시 부론면 영동고속도로 상에서 화물차와 충돌하는 교통사고로 사망하였다. 향년 29세.

## 약력
- 1999년 제2회 KPGL 단체전 우승
- 1999년 제3회 KPGL 단체전 우승
- 2000년 배틀탑 밀레니엄 단체전 우승
- 2000년 제1회 KGL 종합 우승
- 2009년 제4회 대한민국 e스포츠대상 공로상